# Virgilio Valero
Virgilio Antonio Valero Montalván (Guayaquil, 7 de diciembre de 1958) es un actor, escritor, diseñador, catedrático universitario, director de teatro y artista plástico ecuatoriano, que también ha participado para el cine y la televisión.

## Carrera

### Primeros años
Virgilio Valero nació en 1958, en Guayaquil. Estudió en la Universidad Católica de Guayaquil decoración de interiores y se graduó en 1982, carrera que con la cual quiso ejercer en el escenario, lo cual lo llevó a dedicarse al teatro. Esto lo llevó a trabajar como asistente de producción en Ecuavisa e integrar el grupo de teatro universitario de la Universidad Católica de Guayaquil, dirigido por Ernesto Suárez, para luego ser Virgilio quien asumiera la dirección del grupo.

### Teatro
Virgilio Valero decidió fundar la agrupación teatral, Teatro Ensayo Gestus, conformada inicialmente por once integrantes, la cual lideró desde 1987, año en el cual se reunía con el grupo para formarse y perfilar el futuro del mismo. En 1988, la escena guayaquileña era liderada por grupos teatrales como El Juglar dirigido por el argentino Ernesto Suárez, el Teatro Experimental Guayaquil, dirigido por Marina Salvarezza, La Mueca, con Oswaldo Segura y Tati Interllige, el Teatro de la Universidad Estatal, cargado de fuertes contenidos políticos y algunos grupos que se presentaban en la desaparecida sala Candilejas ubicada en el Unicentro y cuyas obras eran comedias y vodeviles. El teatro ensayo Gestus logra sus primeras funciones con propuestas algo distintas a la de los grupos antes mencionados, con una grabadora de sonido ubicados en lugares abiertos como la glorieta del Parque Centenario realizaron presentaciones dominicales.
En su primera década con el grupo, se dedicó principalmente al teatro infantil, con obras como Colorín colorado... El teatro ha comenzado, e inicialmente también lo hicieron con ciertas obras para público adulto como QEPD de José Martínez Queirolo y 'El más extraño idilio de Tennessee Williams, también la comedia Nadie puede saberlo del dramaturgo chileno Enrique Bunster, posteriormente realizaron una obra de creación colectiva llamada "La cándida historia de Pedro Piñón" y el montaje infantil ecológico "Gali-Galapago" del dramaturgo cubano Salvador Lemis.
A finales de la década del 90, el grupo que conformaba Virgilio se vio envuelto en una crisis económica que afectó a todo el país, cuando fueron congeladas las cuentas bancarias del Banco del Progreso. Durante aquel periodo Valero se encontraba en Cuba presentando su obra Colorín colorado... El teatro ha comenzado para un festival infantil, donde por medio de la Unión Nacional de Escritores y Artistas de Cuba (UNEAC) conoció al director cubano Bernardo Menéndez, quién luego se radicó en Ecuador y se integró al grupo dirigiendo varias obras, siendo Breverías de mujeres del dramaturgo español José Sanchis Sinisterra una de las primeras.
Valero estuvo junto a su grupo en mutua colaboración desde 2001 con el Teatro Experimental Guayaquil, luego de la situación económica que se suscitó en el país, en lo que se denominó la alianza TEG+TEG, con obras como La lección" de Eugene Ionesco (2001) o La casa del qué dirán y Los que se quedan, ambas de José Martínez Queirolo, en funciones dobles presentadas como Queiroleando con Pipo (2003). En 2007 Valero incorpora a la actriz Azucena Mora ex integrante del grupo El Juglar que ya se encontraba desaparecido. Realizaron obras como "Contigo pan y cebolla" y "Falsa alarma" de los dramaturgos cubanos Hector Quintero y Virgilio Piñera respectivamente; pero su relación con la dramaturgia cubana llegaría a su mayor esplendor con representación de la farsa "Las Pericas" de Nicolás Dorr y "Pervertimento" de  José Sanchis Sinisterra.  Valero actúa en la obra "Cucarachas" del dramaturgo guayaquileño Cristian Cortez montaje que representó al Ecuador en el 16 Festival Internacional de Teatro en La Habana Cuba 2016.
En julio del 2019 recibe de la Municipalidad de Guayaquil el reconocimiento como uno de los "100 guayaquileños destacados por su aporte al bienestar y progreso de la ciudad". [cita requerida]

### Artes visuales
Valero obtiene el título de diseñador de interiores en la Universidad Católica de Santiago de Guayaquil en el año 1982, de allí su relación con las artes visuales. Entre sus maestros figuran Jorge Swett  y Luis Miranda; en el año 1991 integra el Taller de artes gráficas “Galo Galecio” de la Casa de la Cultura Núcleo del Guayas, entonces regido por el artista Hernán Zúñiga y desde allí incluye el grabado y la monotipia como medio expresivo, que su mentor Zúñiga nomina como “dramaturgia visual”. Sus obras, gráficas y pictóricas, respaldadas por un lenguaje ecléctico y personal, se han exhibido en Ecuador en la Galerías : "Araceli Gilbert" de la Casa de la Cultura Núcleo del Guayas, "Mirador" de la Universidad Católica de Guayaquil y en Cuba, en la Galería Mariano Rodríguez, en la Casa Guayasamín y en la Casa Memorial Salvador Allende en La Habana.

### Cine
En 1990 integró el elenco de la película La Tigra, dirigida por Camilo Luzuriaga.

### Televisión
Intérprete en la miniserie "Los Sangurimas" ( 1993) de Ecuavisa con el personaje "Padre Terencio" con la dirección de Carl West.
Interpretó varios papeles en el programa De la vida real de Ecuavisa, donde también llegó a ser director escénico.
En 2007 Valero y Azucena Mora integraron el elenco de la serie cómica El hombre de la casa, junto a Xavier Pimentel, Priscilla Negrón y Alejandra Paredes.